# Нечаев (Черниговская область)
Нечае́в (укр. Нечаї́в) — село, расположенное на территории Бахмачского района Черниговской области (Украина). По состоянию на осень 2010, постоянного населения нет.
Население составляет 12 жителей (2006 год). Плотность населения — 70,59 чел/кв.км.
Впервые упоминается в 1700 году.
Село Нечаев находится примерно в 26 км к юго-востоку от центра города Бахмач. Средняя высота населённого пункта — 138 м над уровнем моря. Село находится в зоне умеренно континентального климата. Расположено на реке Басанка.
Национальный состав представлен преимущественно украинцами, конфессиональный состав — христианами.